# ناحیه سرره
ناحیه سرره (به لاتین: Serere District) یک منطقهٔ مسکونی در اوگاندا است که در استان شرقی، اوگاندا واقع شده‌است. ناحیه سرره ۲۹۴٬۱۰۰ نفر جمعیت دارد.